# Anaxagorea luzonensis
Anaxagorea luzonensis A.Gray – gatunek rośliny z rodziny flaszowcowatych (Annonaceae Juss.). Występuje naturalnie w Indiach, na Sri Lance, w Mjanmie, Tajlandii, Laosie, na chińskiej wyspie Hajnan, na Filipinach oraz w Indonezji. 

## Morfologia
PokrójZimozielony i wyprostowany krzew dorastający do 1–2 m wysokości. Gałęzie są nagie.
LiścieSą naprzemianległe. Mają kształt od podłużnego do eliptycznego. Mierzą 9–16 cm długości oraz 3–7 szerokości. Nasada liścia jest zaokrąglona. Wierzchołek jest ostry lub tępy. Ogonek liściowy jest nagi i dorasta do 6–20 mm długości.
KwiatySą pojedyncze lub zebrane w parach. Osiągają 12 mm średnicy. Działki kielicha mają kształt od okrągłego do owalnego, są owłosione od wewnętrznej strony. Płatki mają owalny kształt i zielonkawą barwę. Kwiaty mają 2–4 podłużnie jajowate i owłosione słupki.
OwoceMieszki z ostrym wierzchołkiem. Osiągają 2–3 mm długości oraz 0,5 mm średnicy.

## Biologia i ekologia
Rośnie w gęstych lasach. Występuje na wysokości do 700 m n.p.m. Kwitnie od czerwca do października, natomiast owoce pojawiają się od października do stycznia.